# Nina Lawless
Nina Lawless (Ciudad de México, 8 de junio de 1989) es una actriz pornográfica transexual mexicana nacionalizada estadounidense.

## Biografía
Nina Lawless nació en la capital mexicana el 8 de junio de 1989 en el seno de una familia con ascendencia hispana y galesa. A muy pronta edad, se marchó con su familia a los Estados Unidos, donde comenzó el proceso de hormonamiento e hizo sus primeras apariciones en shows trans.
En 2015 recibió dos nominaciones en los premios Transgender Erotic Awards Show y en 2016 otras sendas nominaciones en los Premios AVN a la Mejor transexual elegida por los fanes y a la Mejor escena de sexo transexual por She-Male Idol: The Auditions 6 junto a Ashley Lovebug.
Ha rodado más de 110 películas como actriz.
Algunas películas de su filmografía son TS Factor, TS Massage, All T-Girls o Transsexual Cheerleaders 15.

## Premios y nominaciones
| Año  | Ceremonia                      | Resultado | Premio                               | Trabajo                        |
| ---- | ------------------------------ | --------- | ------------------------------------ | ------------------------------ |
| 2015 | Transgender Erotic Awards Show | Nominado  | Ms. Unique                           | —                              |
| 2015 | Transgender Erotic Awards Show | Ganadora  | Mejor actuación hardcore             | —                              |
| 2016 | Premios AVN                    | Nominada  | Premio Fan: Mejor actriz transexual  | —                              |
| 2016 | Premios AVN                    | Nominada  | Mejor escena de sexo transexual      | She-Male Idol: The Auditions 6 |
| 2017 | Premios AVN                    | Nominada  | Artista transexual del año           | —                              |
| 2017 | Premios AVN                    | Nominada  | Mejor escena de sexo transexual      | TS Factor 5                    |
| 2017 | Premios AVN                    | Nominada  | Premio fan: Mejor artista transexual | —                              |
| 2017 | Transgender Erotica Awards     | Nominada  | Mejor actuación hardcore             | —                              |
| 2017 | Premios XBIZ                   | Nominada  | Artista transexual del año           | —                              |
| 2018 | Premios AVN                    | Nominada  | Premio fan: Mejor artista transexual | —                              |
| 2019 | Premios AVN                    | Nominada  | Mejor escena de sexo transexual      | The Trans X-Perience 7         |
| 2019 | Premios AVN                    | Nominada  | Premio fan: Mejor artista transexual | —                              |